# Tuilaepa Aiono Sailele Malielegaoi

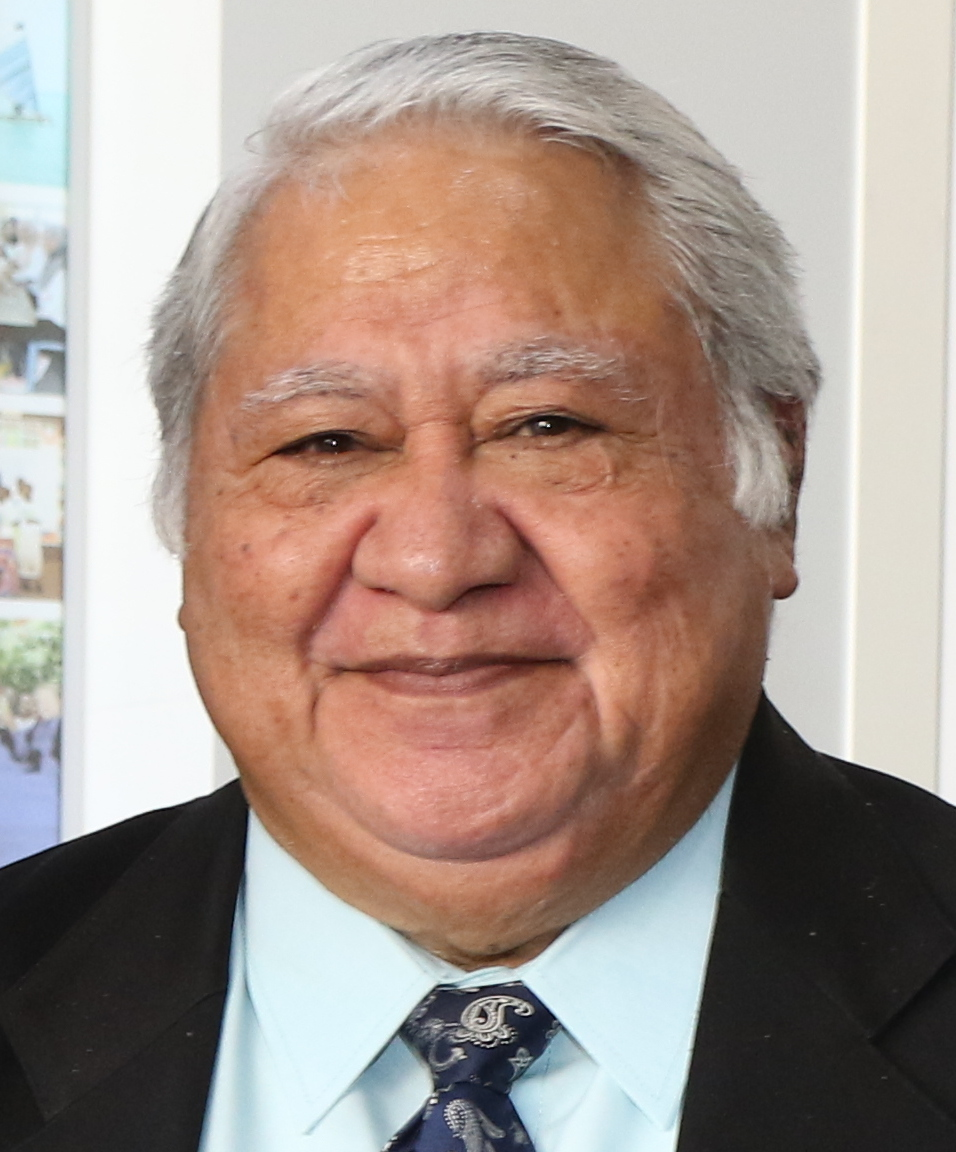
Tuilaepa Sailele Malielegaoi

Tuilaepa Aiono Sailele Malielegaoi (Lepa, 14 april 1945) is een Samoaans politicus. Van 1998 tot 2021 was hij de minister-president en minister van Buitenlandse Zaken van Samoa. Hij is voorzitter van de gematigd conservatieve Human Rights Protection Party (HRPR).

## Biografie
Tuilaepa Aiono Sailele Malielegaoi (of Tuilaepa Lupesoliai Sailele Malielegaoi) is econoom en werkte onder meer voor de Europese Economische Gemeenschap en Coopers & Lybrand. In 1980 werd hij verkozen in het Samoaanse parlement. In 1988 werd hij aangesteld als minister van Financiën in de regering van Tofilau Eti Alesana, een functie die hij in de periode 1984-1985 ook al bekleed had. Toen premier Alesana in 1998 aftrad wegens gezondheidsproblemen, volgde Tuilaepa hem op. Zijn intrede vond plaats op 24 november 1998 en bij de verkiezingen van 2001 werd hij ook officieel als premier verkozen. In 2006, 2011 en 2016 werd hij telkens herkozen.
Zijn regering oriënteerde zich op China in het conflict over de zeggenschap in de Zuid-Chinese Zee. Met dat land werd ook begonnen aan een groot havenproject, dat volgens de oppositie Samoa diep in de schulden zal steken, en nog meer afhankelijk van China zal maken.
De verkiezingen van april 2021 werden in mei 2021 beslist door het Hooggerechtshof, dat een zetel toewees aan de oppositie op grond van een vrouwenquotumregeling. Hiermee zou FAST-leider Naomi Mataʻafa de nieuwe premier worden. Tuilaepa erkende de uitspraak echter niet en noemde de rechters vooringenomen. Hij weigerde de macht over te dragen en verschafte Mataʻafa geen toegang tot het parlementsgebouw, waardoor zij buiten in een tent moest worden beëdigd. De constitutionele crisis kwam pas in juli ten einde, toen het Hof van Beroep oordeelde dat de regering van Mataʻafa grondwettelijk was. Hierop gaf Tuilaepa zijn nederlaag toe en trad hij na bijna 23 jaar af.